# İbrahim Demir
İbrahim Demir (* 2. September 1995 in Trabzon) ist ein türkischer Fußballtorhüter.

## Karriere

### Verein
Demir begann mit dem Vereinsfußball in der Jugend von Trabzonspor. Von hier aus wechselte er 2010 in die Nachwuchsabteilung von 1461 Trabzon, Zweitmannschaft von Trabzonspor. 2012 kehrte er dann in den Nachwuchs von Trabzonspor zurück.
Zur Saison 2014/15 wurde er erst am Training der Profimannschaft beteiligt und gab schließlich am 4. Dezember 2014 in der Pokalbegegnung gegen Keçiörengücü sein Profidebüt. Im Sommer 2013 hatte er von seinem Klub auch einen Profivertrag erhalten. Am 29. Dezember 2014 wurde er in der Erstligapartie gegen Eskişehirspor eingesetzt und debütierte damit auch in der Liga.
Für die Saison 2015/16 wurde er an den Zweitverein 1461 Trabzon ausgeliehen.

### Nationalmannschaft
Demir startete seine Nationalmannschaftskarriere im Oktober 2013 mit einem Einsatz für die türkische U-19-Nationalmannschaft.